# 5770 (an ebraic)
5770 (în limba ebraică:ה'תש"ע, abr.:תש"ע) este un an ebraic, care a început în seara înaintea zilei de 19 septembrie 2009 și s-a terminat pe 8 septembrie 2010, însumând 355 de zile. Acesta este un an comun în ciclul ebraic Metonic, cu o singură lună Adar. Este al doilea an, după anul Shmita. 
În anul 5770, statul Israel a sărbătorit 62 de ani de independență. 